# Дади Фрейр Пьетюрссон
Да́ди Фре́йр Пье́тюрссон, также известен как Да́ди Фре́йр или Дади (исл. Daði Freyr Pétursson исландское произношение: [ˈtaːðɪ frɛiːr ˈpʰjɛːtʏrsɔn], род. 30 июня 1992, Рейкьявик) — исландский певец. Он (вместе с его группой Gagnamagnið) должен был представить Исландию на конкурсе песни «Евровидение-2020» с песней «Think about Things», пока конкурс не был отменён. Представитель Исландии на Евровидении-2021 с песней «10 Years».

## Ранняя жизнь
Дади родился в Рейкьявике, но жил в Дании до девяти лет. Затем его семья переехала в Исландию и обосновалась в Южном регионе, сначала в Лаугаланде и позднее в Аусахреппюре. Дади окончил Южноисландский колледж (исл. Fjölbrautaskóli Suðurlands) в 2012-м году и получил степень бакалавра гуманитарных наук по специальности «музыкальный менеджмент и звукопроизводство» в 2017-м году в Берлине.

## Музыкальная карьера
В юности Дади обучался игре на барабанах, пианино и бас-гитаре. Он играл в группе RetRoBot, присоединившись к вокалисту Гюднлёйгюру Бьярнасону (исл. Gunnlaugur Bjarnason) и гитаристу Гвюдмюндюру Эйнару Вильбергссону (исл. Guðmundur Einar Vilbergsson), с которыми он познакомился в Южноисландской Мультикультурной школе. В 2012-м году группа победила в конкурсе Músíktilraunir («Музыкальные эксперименты») и Дади был признан исполнителем электронной музыки года. RetRoBot выпустили альбом Blackout годом позже.

### Söngvakeppnin и «Евровидение»
В 2017-м году Дади принял участие в конкурсе Söngvakeppnin (соревнование за право представлять Исландию на конкурсе песни «Евровидение-2017») с песней «Hvað með það?» («Любовь ли это?»), с которой он выступил вместе со своей женой — музыкантом Аудни Фьоулой Аусмюндсдоуттир (исл. Árný Fjóla Ásmundsdóttir) и группой Gagnamagnið. Они заняли второе место после Свалы Бьёргвинсдоуттир, выступившей с песней «Paper» («Бумага»). Дади Фрейр и его группа Gagnamagnið снова приняли участие в конкурсе Söngvakeppnin в 2020-м году с песней «Gagnamagnið» (более известной в английской версии как «Think about Things» — «Подумай об этом»). Они заняли первое место и планировали представить Исландию на конкурсе песни «Евровидение-2020», но мероприятие было отменено в связи с пандемией коронавирусной инфекции COVID-19.
23 октября 2020 года RÚV подтвердил, что Daði og Gagnamagnið будет представлять Исландию на конкурсе 2021 года. Песня под названием «10 Years» была выпущена 13 марта 2021. 20 мая 2021 года группа выступила во втором полуфинале и прошла в финал. 22 мая они заняли 4-е место в финале конкурса песни «Евровидение-2021» с 378 баллами от зрителей и жюри.

## Личная жизнь
Дади Фрейр женат на Аудни Фьоуле Аусмюндсдоуттир (также входит в состав группы Gagnamagnið), в 2019-м году у них родилась дочь Ауроура Бьёрг Тададоуттир. Рождение дочери вдохновило на создание песни «Think about Things».

## Дискография

### Студийные альбомы
| Название | Подробности                                                                    |
| -------- | ------------------------------------------------------------------------------ |
| & Co.    | - Выпущен: 12 июня 2019 - Формат: Цифровое скачивание, CD - Лейбл: Samlist ehf |

### Мини-альбомы
| Название    | Подробности                                                                    |
| ----------- | ------------------------------------------------------------------------------ |
| Næsta Skref | - Выпущен: 26 октября 2017 - Формат: Цифровое скачивание, CD - Лейбл: самиздат |

### Синглы
| «Seinni Tíma Vandamál»                                                                      | 2018 | — | — | —  | —  | —  | Внеальбомные синглы |
| «Skiptir Ekki Máli»                                                                         | 2018 | — | — | —  | —  | —  | Внеальбомные синглы |
| «Allir Dagar Eru Jólin Með Þér»                                                             | 2018 | — | — | —  | —  | —  | Внеальбомные синглы |
| «Heyri Ekki» (при участии Don Tox)                                                          | 2019 | — | — | —  | —  | —  | & Co.               |
| «Endurtaka Mig» (при участии Blaer)                                                         | 2019 | — | — | —  | —  | —  | & Co.               |
| «Ég Er Að Fíla Mig (Langar Ekki Að Hvíla Mig)»                                              | 2019 | — | — | —  | —  | —  | Внеальбомные синглы |
| «Think About Things» (с Gagnamagnið)                                                        | 2020 | 1 | 3 | 94 | 66 | 62 | Внеальбомные синглы |
| «—» означает, что запись не попала в чарты или не была выпущена на определённой территории. |      |   |   |    |    |    |                     |
| Высшая позиция в чартах                                                                     |      |   |   |    |    |    |                     |